# ماريوس كومان
ماريوس كومان (بالرومانية: Marius Coman)‏ هو لاعب كرة قدم روماني، ولد في 31 يوليو 1996 في Vișeu de Sus ‏ في رومانيا. لعب مع جامعة كلوج وسي إف آر كلوج.

## وصلات خارجية
- ماريوس كومان على موقع قاعدة بيانات كرة القدم.إي يو (الإنجليزية)
- ماريوس كومان على موقع Soccerway.com (الإنجليزية)